# Anna von Stubenberg
Maria Anna von Stubenberg (* 9. August 1821 in Graz; † 1. Dezember 1912 in Graz) war Gräfin, Komponistin und Wohltäterin.

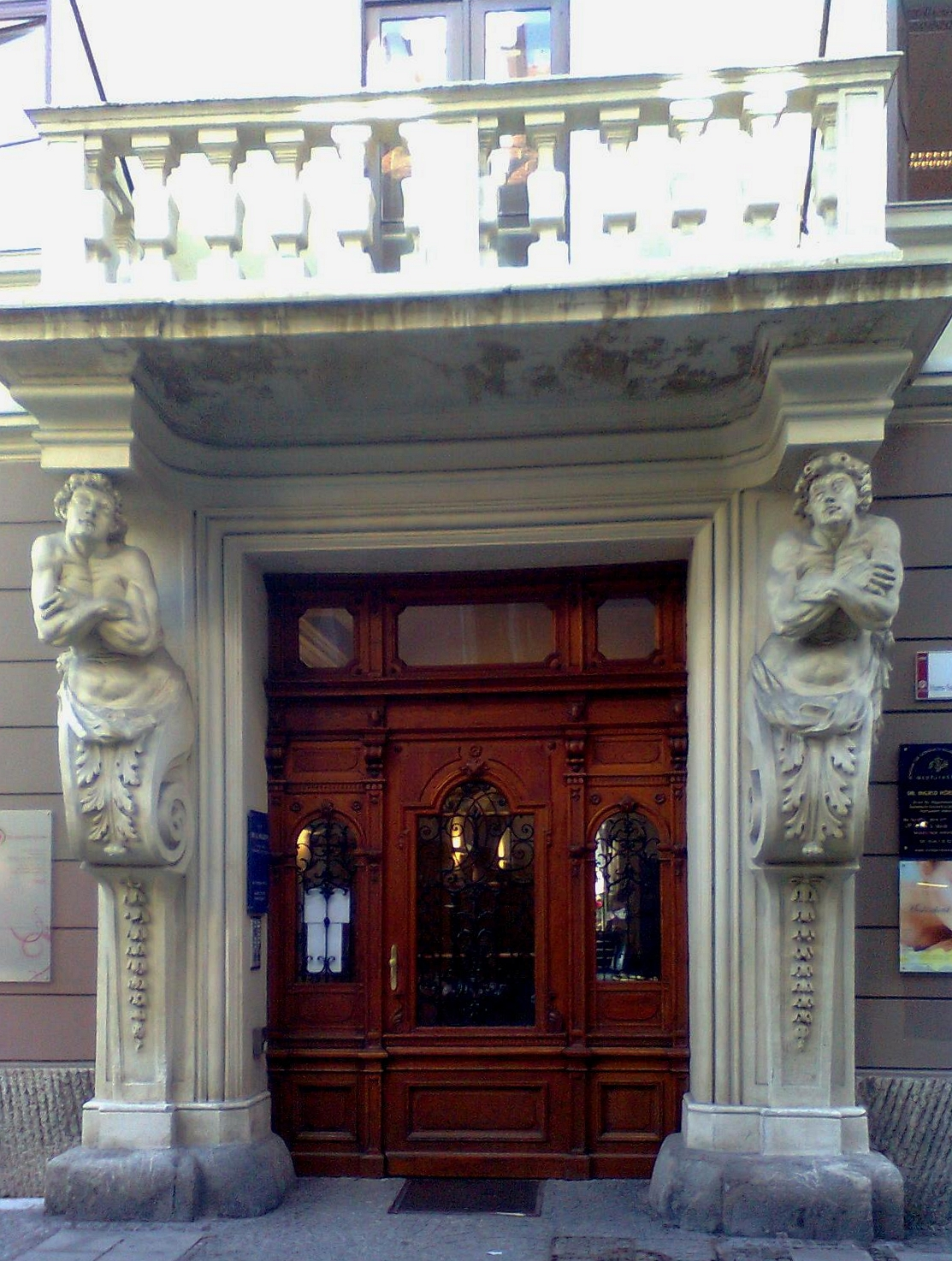
Geburtshaus: Palais Stubenberg, Graz

## Leben
Anna von Stubenberg stammt aus dem alten steirischen Adelsgeschlecht der Stubenberg. Ihr Vater war Kämmerer und Oberleutnant Graf Gustav Adolph von Stubenberg, ihre Mutter Franziska Maria Freiherrin von Stubenberg. Geboren wurde Anna im Palais Stubenberg in der heutigen Hans-Sachs-Gasse 2 in Graz. Ihre Jugend verbrachte sie in Pest (Ungarn), dort erhielt sie auch ihre Ausbildung an einem Privatinstitut mit den Schwerpunkten Kunst, Sprachen und Sport. Schon hier fiel ihr musikalisches Talent auf.
Mit 19 Jahren heiratete sie Johann Remekházy von Gurahoncz, der bereits drei Jahre später starb. Im Jahr 1848 verehelichte sie sich wieder. Ihr zweiter Mann Graf Zichy zu Zich und Vásonykeö erlag wenige Monate nach der Hochzeit einer Kriegsverletzung, sodass sie mit 27 Jahren zweifache Witwe war. Ihre Trauer versuchte sie musikalisch zu verarbeiten, in den Jahren nach 1848 entstand eine Reihe von Trauermärschen. Ihre dritte Ehe mit Otto Graf Buttlar Freiherr von Brandenfels (genannt Treusch), schloss sie mit 51 Jahren. Auch ihn überlebte sie, da ihr Gatte 1907 Selbstmord beging.
Schon zu Lebzeiten wurde sie als Förderin von Künstlern und Wissenschaftlern sowie als Gönnerin und Wohltäterin sozial Benachteiligter geehrt. Sie war Mitglied in 86 geselligen und humanitären Vereinen und lebte nach dem Motto „Wohltaten üben an armen Menschenkindern“. In ihrem Nachruf schreibt das Grazer Volksblatt, dass keiner der täglich eintreffenden Bittgesuche unbeantwortet blieb.
Anna Buttlar-Stubenberg starb 91-jährig im Jahr 1912 an den Folgen eines Schlaganfalles in Graz. Nur wenige Wochen davor erlebte sie die Uraufführung ihres letzten Werkes „Das Kreuz“ im Grazer Dom.

## Musikalisches Werk
Die ersten Kompositionen von Anna von Stubenberg stammen aus dem Jahr 1848, als sie bereits 27 Jahre alt war. Ihr Gesamtwerk umfasst mehr als 160 Kompositionen der Instrumental- und Vokalmusik, darunter Vertonungen von Gedichten von Heinrich Heine. Viele ihrer Werke, vor allem der späteren Schaffensperiode nach 1880, sind in steirischer Mundart.

### Vokalwerke (Auswahl)

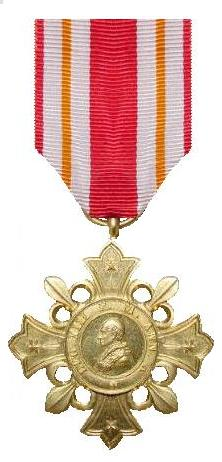
Orden Pro Ecclesia et Pontifice

- D ́Liab macht nur glückli, Opus 124
- Die Klag, Opus 53
- Herzige Diand ́ln gibt ́s g ́nua, Opus 120
- ́s anzige Sträußerl, Opus 106

### Instrumentalwerke (Auswahl)
- Mein Stern, Opus 39
- Philomele, Opus 46

## Auszeichnungen
- Sternkreuzorden
- Elisabeth-Orden erster Klasse
- Orden Pro Ecclesia et Pontifice[2]

## Würdigung
- Gedenktafel am Geburtshaus in Graz das im Zweiten Weltkrieg zerstört wurde. (Hans-Sachs-Gasse 2)[1]